# TAS2R13
TAS2R13 (англ. Taste 2 receptor member 13) – білок, який кодується однойменним геном, розташованим у людей на короткому плечі 12-ї хромосоми. Довжина поліпептидного ланцюга білка становить 303 амінокислот, а молекулярна маса — 35 118.
| 10         |  | 20         |  | 30         |  | 40         |  | 50         |
| ---------- |  | ---------- |  | ---------- |  | ---------- |  | ---------- |
| MESALPSIFT |  | LVIIAEFIIG |  | NLSNGFIVLI |  | NCIDWVSKRE |  | LSSVDKLLII |
| LAISRIGLIW |  | EILVSWFLAL |  | HYLAIFVSGT |  | GLRIMIFSWI |  | VSNHFNLWLA |
| TIFSIFYLLK |  | IASFSSPAFL |  | YLKWRVNKVI |  | LMILLGTLVF |  | LFLNLIQINM |
| HIKDWLDRYE |  | RNTTWNFSMS |  | DFETFSVSVK |  | FTMTMFSLTP |  | FTVAFISFLL |
| LIFSLQKHLQ |  | KMQLNYKGHR |  | DPRTKVHTNA |  | LKIVISFLLF |  | YASFFLCVLI |
| SWISELYQNT |  | VIYMLCETIG |  | VFSPSSHSFL |  | LILGNAKLRQ |  | AFLLVAAKVW |
| AKR        |  |            |  |            |  |            |  |            |

A: Аланін

C: Цистеїн

D: Аспарагінова кислота

E: Глутамінова кислота

F: Фенілаланін

G: Гліцин

H: Гістидин

I: Ізолейцин

K: Лізин

L: Лейцин

M: Метіонін

N: Аспарагін

P: Пролін

Q: Глутамін

R: Аргінін

S: Серин

T: Треонін

V: Валін

W: Триптофан

Кодований геном білок за функціями належить до рецепторів, g-білокспряжених рецепторів, білків внутрішньоклітинного сигналінгу. 
Локалізований у мембрані.